# Gymnastique artistique aux Jeux olympiques d'été de 2016 - barres asymétriques femmes
Pour un article plus général, voir Gymnastique artistique aux Jeux olympiques d'été de 2016.
Navigation
Londres 2012 Tokyo 2020
La finale du concours des barres asymétriques femmes de gymnastique artistique des Jeux olympiques d'été de 2016 organisés à Rio de Janeiro (Brésil), se déroule à la HSBC Arena le 14 août 2016.

## Médaillées
| Or              | Argent         | Bronze         |
| Aliya Mustafina | Madison Kocian | Sophie Scheder |

## Résultats

### Finale
| Rang                                | Gymnaste          | Pays       | Score D | Score E | Pén. | Total  |
| ----------------------------------- | ----------------- | ---------- | ------- | ------- | ---- | ------ |
| Médaille d'or, Jeux olympiques      | Aliya Mustafina   | Russie     | 6.800   | 9.100   |      | 15.900 |
| Médaille d'argent, Jeux olympiques  | Madison Kocian    | États-Unis | 6.700   | 9.133   |      | 15.833 |
| Médaille de bronze, Jeux olympiques | Sophie Scheder    | Allemagne  | 6.600   | 8.966   |      | 15.566 |
| 4                                   | Elisabeth Seitz   | Allemagne  | 6.600   | 8.933   |      | 15.533 |
| 5                                   | Shang Chunsong    | Chine      | 6.700   | 8.733   |      | 15.433 |
| 6                                   | Jessica Lopez     | Venezuela  | 6.700   | 8.633   |      | 15.333 |
| 7                                   | Gabrielle Douglas | États-Unis | 6.500   | 8.566   |      | 15.066 |
| 8                                   | Daria Spiridonova | Russie     | 6.100   | 7.866   |      | 13.966 |

### Qualifications
| Rang | Gymnaste          | Pays       | Score D | Score E | Pén. | Total  |
| ---- | ----------------- | ---------- | ------- | ------- | ---- | ------ |
| 1    | Madison Kocian    | États-Unis | 6.700   | 9.166   |      | 15.866 |
| 2    | Aliya Mustafina   | Russie     | 6.800   | 9.033   |      | 15.833 |
| 3    | Gabrielle Douglas | États-Unis | 6.500   | 9.266   |      | 15.766 |
| 4    | Daria Spiridonova | Russie     | 6.700   | 8.983   |      | 15.683 |
| 5    | Elisabeth Seitz   | Allemagne  | 6.600   | 8.866   |      | 15.466 |
| 6    | Sophie Scheder    | Allemagne  | 6.600   | 8.833   |      | 15.433 |
| 7    | Jessica Lopez     | Venezuela  | 6.400   | 8.933   |      | 15.333 |
| 8    | Shang Chunsong    | Chine      | 6.700   | 8.600   |      | 15.300 |